# Bruno Coupé
 (août 2025).
Motif : Peu de sources montrant la notoriété de ce chanteur. À noter que la page a été créée par un compte à objet unique.
- Archive Wikiwix
- Bing
- Cairn
- DuckDuckGo
- E. Universalis
- Gallica
- Google
- G. Books
- G. News
- G. Scholar
- Persée
- Qwant
- (zh) Baidu
- (ru) Yandex
- (wd) trouver des œuvres sur Wikidata

| 1. | Préciser le motif de la pose du bandeau. | Précisez le motif de la pose du bandeau en utilisant la syntaxe suivante : {{admissibilité à vérifier\|date=août 2025\|motif=remplacez ce texte par le motif}}                   |
| 2. | Informer les utilisateurs concernés.     | Pensez à avertir le créateur de l'article, par exemple, en insérant le code ci-dessous sur sa page de discussion : {{subst:avertissement admissibilité à vérifier\|Bruno Coupé}} |

Bruno Coupé, né le 4 février 1962 à Fougères (Ille-et-Vilaine) , est un chanteur français, auteur-compositeur-interprète. Depuis 1985, il écrit exclusivement pour les enfants des textes aux doubles sens parfois engagés ou provocateurs et dans un style musical orienté Rock 'n' roll, genre assez peu conventionnel pour ce type de chanteurs.

## Biographie
Cofondateur de la compagnie : La boîte à rythme, Bruno Coupé imagine avec Philippe Calmon (marionnettiste) une pièce musicale intitulée C'est loin New-York. Pendant une dizaine d'années, la petite troupe écrit plusieurs spectacles pour enfants et se produit un peu partout en France. À Paris il foulent les planches du Théâtre de 10 heures, de l'Olympia et surtout du Tintamarre où leur spectacle reste à l'affiche pendant près de deux années consécutives.
Au milieu des années 90, Bruno Coupé quitte Paris ainsi que La boîte à rythme pour s'installer dans sa région natale la Bretagne et entame une nouvelle carrière en solo.
Le spectacle Monsieur Soleil mis en scène par l'humoriste Camille Saféris inclut de nouvelles chansons comme Méchant ou Devinette, le ton des paroles devient plus mordant et incite la maison de disques Marie-Josée Productions (Henri Dès) à faire entrer Bruno Coupé dans son écurie.
À ce jour, Bruno Coupé a enregistré huit albums et créé dix spectacles de chansons pour enfants.

## Discographie
- 1988 - C'est loin New-York
- 1993 - La boîte à rythme
- 1997 - Bruno & les banana swing
- 1999 - Monsieur Soleil
- 2002 - Ratatouille
- 2004 - Drôle d'Anibal
- 2007 - Crabouillage
- 2010 - Baby rock (live à Dinard)